# Erebus (erebídeos)
Erebus (Arctiidae) é um gênero de traça pertencente à família Arctiidae.